# Tilky Jones
Tilky Montgomery Jones (Charleston, 24 giugno 1981) è un attore statunitense.

## Biografia
Nato il 24 giugno 1981 a Charleston, nella Carolina del Sud, e cresciuto a Vero Beach, in Florida. All'età di 11 anni ha iniziato a recitare in produzioni teatrali al Riverside Theatre ed è stato il più giovane partecipante ad essere ammesso al Broadway Musical Theatre Project di Tampa, co-fondato da Ann Reinking.
Passò inseguito a recitare in spot pubblicitari nazionali e ottenne la sua tessera SAG all'età di 13 anni. A 15 anni, il suo agente gli offrì l'opportunità unica di entrare a far parte della boy band Take 5, guidata da Lou Pearlman, il creatore dei Back Street Boys e degli N'SYNC.
Nel 2012, ha interpretato Sean Butler nella prima stagione della serie drammatica della ABC Nashville.

## Filmografia parziale

### Cinema
- The Guardian - Salvataggio in mare (The Guardian), regia di Andrew Davis (2006)
- Never Back Down - Mai arrendersi (Never Back Down), regia di Jeff Wadlow (2008)
- Every Day, regia di Richard Levine (2010)
- STRAW - Senza uscita (Straw), regia di Tyler Perry (2025)

### Televisione
- One Tree Hill – serie TV, 3 episodi (2003-2007)
- Pretty Little Liars – serie TV, 2 episodi (2011)
- Nashville – serie TV, 5 episodi (2012)
- Natale on air, regia di Sam Irvin – film TV (2014)
- Shrinking – serie TV, 6 episodi (2023-2024)

## Doppiatori italiani
Nelle versioni in italiano delle opere in cui ha recitato, Tilky Jones è stato doppiato da:
- Mirko Mazzanti in Never Back Down - Mai arrendersi
- Alessio Nissolino in Every Day
- Simone Veltroni in Pretty Little Liars (ep. 2x05)
- David Chevalier in Nashville
- Sacha Pilara in Natale on air
- Gabriele Tacchi in Shrinking